# 八風街道

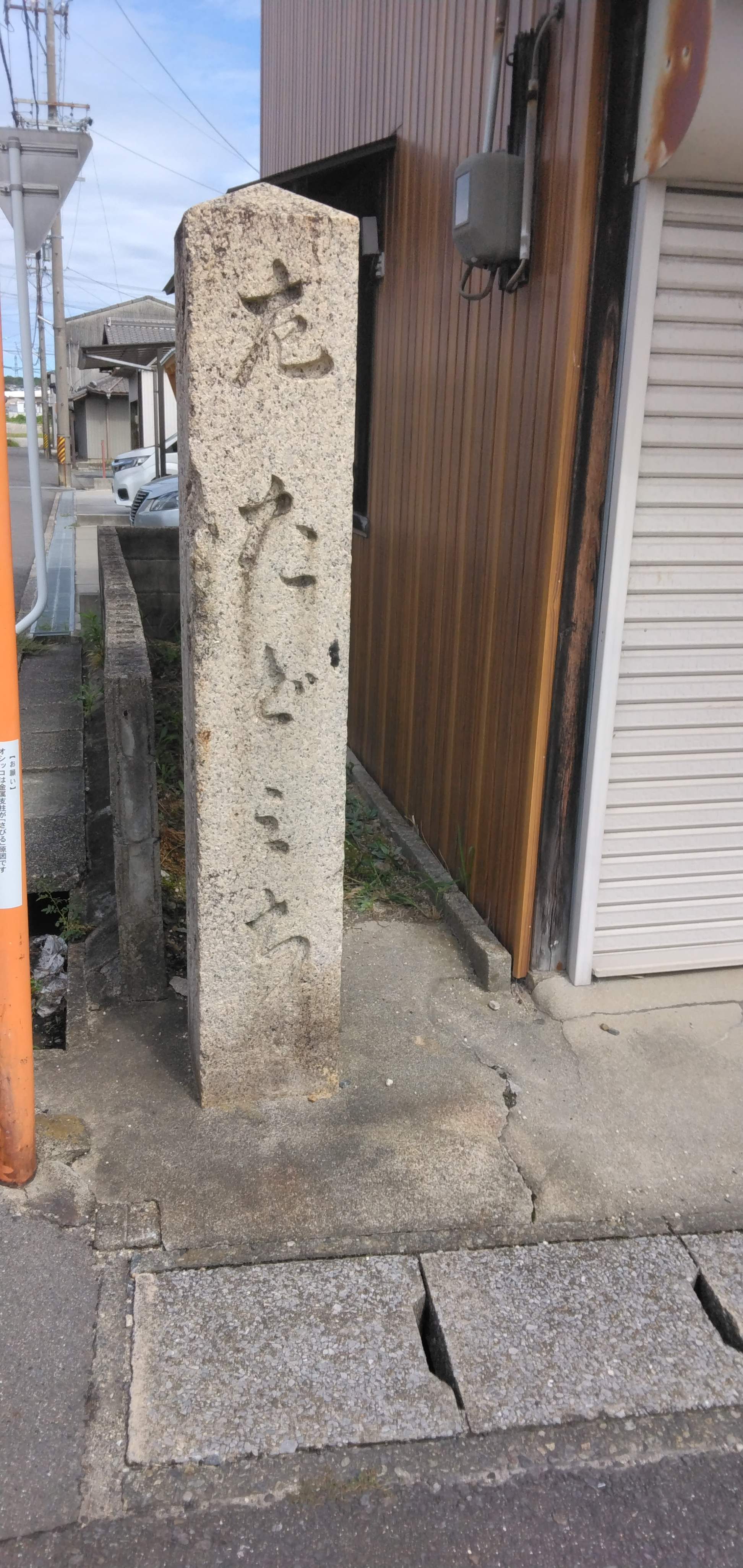
八風街道の標識

八風街道（はっぷうかいどう）とは、伊勢国桑名藩領朝明郡富田六郷富田一色（現在の三重県四日市市）から鈴鹿山脈の八風峠を越えて近江国神崎郡八日市（現在の滋賀県東近江市）や蒲生郡武佐村（現在の近江八幡市）へと抜ける街道。東海道と中山道の短絡路であり、また伊勢湾および伊勢平野と琵琶湖および近江盆地を結ぶ重要街道で、現在の国道421号に相当する。

## 概要
1204年（元久元年）平家の残党が挙兵したため、八峯山（八風峠）を封鎖したので上洛する人が居なくなったという記録があるので、それに先立つ平安時代には既に八風峠越えは行われていたと思われる。道を通った商人の初見は1468年（応仁2年）に尾張の商人が上京の際に通っており、その一行は人足100人、護衛60人～70人、馬数知らずと大きな集団であった。
江戸時代の八風街道は、伊勢国側は東海道の桑名宿と四日市宿の中間にあたる伊勢平野の富田一色村を起点として、朝明川沿いの松原村 → 大矢知 → 平津（八郷） → 田光（朝上）を経て八風峠に至る、延長距離5里28町57間（約25km）の道路であった。現在のいなべ市内においては、富田 - 平津 - 田光 - 八風峠に通ずる道路を本街道といい、桑名 - 馬道 - 大社 - 梅戸 - 田光 - 八風峠に通ずる道を脇街道といった。八風峠を越えた近江国側は、山あいの杠葉尾や政所から愛知川に沿って相谷の永源寺、山上村を通って近江盆地に抜け、御園、八日市を経て中山道の武佐宿に至る道路であった
近江国と伊勢国を結ぶ街道には、中山道から草津宿で東海道に出る方法と、五個荘から八日市や日野を経て土山宿（現在の甲賀市）で東海道に合流する近道（御代参街道）もあったが、東海道の鈴鹿峠は関所が厳しく、また盗賊が出没する危険なルートであった。そのため、八風街道は中世期には南側の千種街道（千草街道）とともに近江と伊勢を結ぶ重要な街道とされ、近江商人の通商路として、また京都と尾張名古屋を結ぶ最短ルートとして軍事的にも政治的にも注目された。中世の八風街道は近江国蒲生郡得珍保の保内商人を中心とする四本商人（今堀家・蛇溝家・中野家・今在家など）が通商権を独占していた。
三重郡菰野町には八風街道由来の菰野町立八風中学校が設置されている。

## 関連リンク
- 石榑峠